# Florian Arbenz
Florian Arbenz (* 1975 in Basel) ist ein Schweizer Jazzmusiker (Schlagwerk, Komposition).

## Leben und Wirken
Florian Arbenz, der aus einer Musikerfamilie stammt, spielt mit seinem Zwillingsbruder, dem Pianisten Michael Arbenz, seit den Teenagerjahren zusammen Jazz. Im Bereich der klassischen Musik trat er als Perkussionist an zahlreichen Konzerten und Festivals auf (etwa beim Basler Musik Forum, dem Schleswig-Holstein Musik Festival oder dem Lucerne Festival), unter anderem mit Heinz Holliger, Kent Nagano und Paul Sacher. Dazu kamen Solokonzerte in Europa und Südamerika.
In den letzten Jahren tourte Arbenz in verschiedenen Jazz-Formationen, mit denen er Konzerte in ganz Europa gab und mehrere Alben aufnahm. So arbeitete er mit Greg Osby, Kirk Lightsey, Glenn Ferris, Bennie Maupin, Claudio Pontiggia oder Matthieu Michel. Zwischen 1995 und Anfang der 2000er Jahre war er mit seinem Bruder im New Jazz Trio tätig, das zwei Alben vorlegte. Seit 2007 tourt er regelmässig mit dem Trio VEIN (mit dem Bassisten Thomas Lähns und Michael Arbenz am Piano) und veröffentlichte bis 2022 14 CDs mit dieser, teilweise um Gastmusiker erweiterten Band. Unter eigenem Namen legte er 2001 das Album Level 4 vor. Auch ist er Mitglied des Trios von Tibor Elekes. 2020 erschien das Duoalbum Reflections of the Eternal Line mit Saxophonist Greg Osby. 2021 legte er im Trio mit Trompeter Hermon Mehari und Gitarrist Nelson Veras das Album Conversation #1: Condensed vor. 
2024 konzertierte Arbenz auf dem Basler Jazzfestival mit Immy Churchill, Percy Pursglove, Jim Hart, Ivo Neame und Christy Doran. Zuvor hatte er auch mit Heiri Känzig, Yumi Ito und Tineke Postma gearbeitet. 2025 veröffentlichte er mit seinem Bruder Michael und Ron Carter das Album Arbenz Vs Arbenz Meets Ron Carter – The Alpine Session.
Im Jahr 2000 wurde Arbenz für sein Engagement in den Bereichen Jazz und klassische Musik mit dem Europäischen Förderpreis für junge Künstler ausgezeichnet.
Arbenz arbeitet zudem als Schlagzeuglehrer an der Musikschule in Birsfelden und am Gymnasium Muttenz.

## Diskographische Hinweise
- Conversations #4: Vulcanized (2022), mit Maikel Vistel, François Moutin
- Conversation #5 - elemental (2022), mit João Barradas, Tineke Postma, Rafael Jerjen
- Conversation #6 & #7 (2022), mit Kirk Lightsey
- Conversation #10: Inland (2023)